# کودنزه
کودنزه (به آلمانی: Kudensee) یک شهر در آلمان است که در اشتاینبورگ واقع شده‌است. کودنزه ۱۵۵ نفر جمعیت دارد.